# Ziemlich dickste Freundinnen
Ziemlich dickste Freundinnen (Originaltitel: Mince alors!) ist eine französische Filmkomödie von Charlotte de Turckheim aus dem Jahr 2012.

## Handlung
Die leicht übergewichtige Nina ist mit dem attraktiven Gaspard verheiratet. Beide sind Inhaber einer Firma für Bademoden, wobei Gaspard für den Vertrieb und Nina für die Finanzen zuständig ist. Die Entwürfe für die neuen Kollektionen stammen von Natacha, die extrem schlank und seit der Schulzeit Ninas beste Freundin ist. Der Druck auf Nina, Gewicht zu verlieren, ist groß, so macht ihr vor allem ihre Mutter klar, dass sie nur mit zehn Kilogramm weniger langfristig Chancen hat, Gaspard zu halten. Als Nina inmitten von Kunden eines Tages eine Rocknaht platzt, zieht Gaspard die Notbremse: Er schenkt ihr eine einmonatige Schlankheitskur in Savoyen.
Nina tritt die Kur an und bemerkt bereits auf der Hinfahrt, dass sich viele der Teilnehmer jedes Jahr bei der Kur treffen. Vor allem die kräftige zweifache Mutter Emilie ist außer sich vor Freude, als sie am Hotel ankommend ihre beste Freundin Sophie wiedersieht. Sophie ist Anwältin, sehr schlank und durch zahlreiche Schönheitsoperationen jung geblieben. Den Kuraufenthalt nutzt sie vor allem, um Zeit mit verschiedenen käuflichen Verehrern verbringen zu können, darunter auch dem Callboy Yussuf.
Nina erfährt zum Kurantritt, dass sie mitnichten zehn Kilogramm abnehmen muss, um Idealgewicht zu haben, sondern sie ihr Ziel bereits bei fünf Kilogramm erreicht haben wird. Um ihrer Mutter und Gaspard zu gefallen, stürzt sie sich in ihr Trainingsprogramm. Die folgenden vier Wochen bringen für jeden Kurteilnehmer entscheidende Veränderungen:
Sophie, Emilie und Nina werden enge Freundinnen. Sophie lernt mit der Zeit, ihre Abneigung gegen feste Beziehungen abzulegen, wurde sie doch einst von ihrem Mann verlassen. Sie erkennt, dass Yussuf sie liebt und beginnt eine ernste Beziehung mit ihm. Gemeinsam mit Nina kann sie Emilie ihr Selbstbewusstsein zurückgeben, da sie, obwohl äußerlich stark, innerlich doch unter ihrem Übergewicht leidet. Sie unterziehen sie einem Makeover, wodurch sie bei der kureigenen Vorher-Nachher-Show Relooking einen umwerfenden Eindruck macht. Nina erfährt im Laufe der Kur zufällig, dass Gaspard sie mit Natacha betrügt. Zudem unterstützt er ihre Pläne nicht, mit der Firma zukünftig auch eine Linie für vollschlanke Frauen herzustellen, für die Nina bereits Entwürfe angefertigt hat. Über Sophie lernt Nina die Designer der deutschen Bademodenfirma Hussel und Hussel, Gudrun und Hans, kennen, die von ihren Entwürfen begeistert sind und sich mit ihr zu Gesprächen treffen wollen. Nina entschließt sich, neu zu beginnen. Sie sucht Gaspard bei einer Verkaufsveranstaltung in Italien auf und konfrontiert ihn vor allen Gästen mit seinem Ehebruch. Sie kündigt an, ihre Firmenanteile zu verkaufen, wobei Sophie ihr als Anwältin zur Seite stehen wird. Neben beruflichen und privaten gibt es auch Gewichtsveränderungen: Nina hat nach einem Monat sechs Kilogramm verloren. Mit Sophie und Emilie verabredet sie sich zu einem Wiedersehen – in einem Jahr zur Kur.

## Produktion

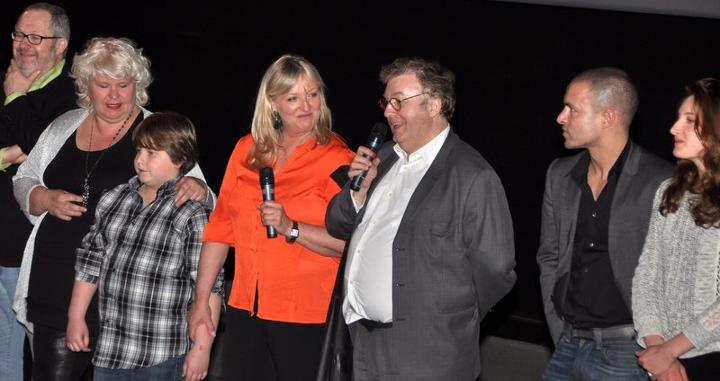
Regisseurin Charlotte de Turckheim (orange) und Darsteller des Films während der Vorpremiere des Films

Ziemlich dickste Freundinnen wurde bis März 2011 vor allem in Brides-les-Bains, darunter im Grand Hôtel des Thermes, gedreht. Die Kostüme schuf Charlotte Betaillole, die Filmbauten stammen von Patrick Dutertre. Hauptdarstellerin Lola Dewaere nahm für den Film sieben Kilogramm zu, die sie während der Dreharbeiten wieder verlor.
Ziemlich dickste Freundinnen lief am 28. März 2012 in den französischen Kinos an, wo ihn rund 1.384.000 Zuschauer sahen. In Deutschland erschien der Film am 13. Mai 2014 direkt auf DVD. Der Originaltitel des Films Mince alors! bedeutet umgangssprachlich in etwa Donnerwetter! oder Alle Achtung!, gleichzeitig wörtlich übersetzt jedoch auch „Nun dünn!“. Der deutsche Verleihtitel erinnert an die populäre Filmkomödie Ziemlich beste Freunde aus dem Jahr 2011.

## Kritik
Für Cinema war der „Buddymovie um pfundige Frauen“ „nett, aber allzu formelhaft“ und die Geschichte zu „vorhersehbar“.

## Auszeichnungen
Lola Dewaere erhielt für ihre Darstellung der Nina 2013 eine César-Nominierung in der Kategorie Beste Nachwuchsdarstellerin.